# Rinaldo Piaggio
Rinaldo Piaggio (Gênes, 15 juillet 1864 - 15 janvier 1938) est un entrepreneur et un sénateur italien, créateur de la célèbre firme Piaggio.

## Biographie
Un an après avoir ouvert une scierie destinée aux chantiers navals de la ville de Gênes, Rinaldo Piaggio crée, à Sestri Ponente, la Società Rinaldo Piaggio spécialisée dans l'équipement naval. En 1890, il commence à produire du matériel ferroviaire. En 1915, il rachète l′Officine Aeronautiche Francesco Oneto et, sous la marque Piaggio Aero commence à produire des équipements aéronautiques. En 1924, sous licence américaine, il fabrique les premiers moteurs de type Jupiter et équipe les nouveaux avions de la société Dornier Wall. Dans les années 1930, il initie l'unique bombardier quadrimoteur italien, le Piaggio P.108 qui sera mis en service en 1942.
Ses deux fils, Armando (1901-1978) et Enrico (1905-1965) lanceront juste après la Seconde Guerre mondiale le fameux scooter sous la marque Vespa.
Rinaldo Piaggio fut élevé au rang de sénateur en 1934.